# Kékarcú selymeskakukk
A kékarcú selymeskakukk (Rhopodytes viridirostris) a madarak osztályának kakukkalakúak (Cuculiformes) rendjébe, ezen belül a kakukkfélék (Cuculidae) családjába tartozó faj.
A magyar név forrással nincs megerősítve.

## Rendszerezés
Egyes rendszerezők a Phaenicophaeus nembe sorolják Phaenicophaeus viridirostris néven.

## Előfordulása
India és Srí Lanka területén honos.

## Életmódja
Rovarokkal, hernyókkal és kisebb gerincesekkel táplálkozik.

## Külső hivatkozások
- Képek az interneten a fajról
- Ibc.lynxeds.com - videók a fajról